# Катастрофа B-52 на авіабазі Фейрчайлд
Катастрофа стратегічного бомбардувальника Boeing B-52 Stratofortress на авіабазі Фейрчайлд відбулась 24 червня 1994 року. У результаті катастрофи загинули 4 пілоти ВПС США. Причиною катастрофи стала помилка пілота під час тренувального польоту (підготовка до щорічного авіашоу).

## Катастрофа
О 13:58 за місцевим часом 24 червня 1994 екіпаж ВПС США під командуванням 46-річного підполковника Артура Голенда піднявся в небо над авіабазою для відпрацювання показового польоту. До складу екіпажу також входили: другий пілот Марк Макґіен (Mark McGeehan), оператор керування зброєю Кен Г'юстон (Ken Huston) та відповідальний за безпеку, полковник Роберт Вульф (Robert Wolff). План передбачав серію прольотів на малій висоті, віражів з креном до 60° та імітацію посадки з підскоком. Цей політ мав стати останнім для Голенда, тому на аеродромі в очікуванні церемонії «прощання з небом» знаходилася його сім'я та товариші по службі.
Виконавши більшу частину програми, перед імітацією посадки екіпаж отримав команду відійти на друге коло, оскільки на ЗПС тільки що приземлився літак-заправник KC-135. Голенд, що знаходився в горизонтальному польоті на висоті 75 м зі швидкістю 337 км/год, запросив дозволу диспетчера на виконання лівого розвороту на 360° і отримав згоду. Літак почав розворот навколо диспетчерської вежі, втрачаючи горизонтальну швидкість. Позаду вежі перебувала зона, закрита для польотів (імовірно — склад ядерних боєприпасів). Уникаючи вильоту в заборонену зону і перебуваючи на тій же гранично малій висоті, Голенд перевищив допустимі режими віражу, продовжуючи втрачати швидкість (при крені 60 ° швидкість звалювання B-52 — 272 км/год). О 14:16 В-52 виконав приблизно три чверті розвороту; при цьому крен досяг 90 градусів, літак втратив керування, впав і вибухнув.
Другий пілот Марк Макґіен встиг катапультуватися (на фотографії поруч з кілем B-52 видно відкинуту кришку кабіни, що розташовувалася над місцем другого пілота) за мить до катастрофи, однак загинув у вогні. Оператор керування зброєю і, за сумісництвом, штурман екіпажу Кен Г'юстон також задіяв систему катапультування, але покинути літак до зіткнення із землею не встиг.